# Mistral (vela)
Mistral es una clase internacional de embarcación a vela, modalidad windsurf, que fue clase olímpica en los Juegos Olímpicos de Atlanta 1996, Sídney 2000 y Atenas 2004.

## Historia
Fue diseñada por Ernstfried Prade en 1989 y se han vendido más de 30000 unidades alrededor del mundo. El ente gestor de la clase es la International Mistral Class Organization (IMCO).

## Palmarés olímpico de la clase

### Masculino
| Edición      | Oro                            | Plata                          | Bronce                         |
| ------------ | ------------------------------ | ------------------------------ | ------------------------------ |
| Atlanta 1996 | Grecia · Nikólaos Kaklamanakis | Argentina · Carlos Espínola    | Israel · Gal Fridman           |
| Sídney 2000  | Austria · Christoph Sieber     | Argentina · Carlos Espínola    | Nueva Zelanda · Aaron McIntosh |
| Atenas 2004  | Israel · Gal Fridman           | Grecia · Nikólaos Kaklamanakis | Reino Unido · Nick Dempsey     |

### Femenino
| Edición      | Oro                         | Plata                              | Bronce                          |
| ------------ | --------------------------- | ---------------------------------- | ------------------------------- |
| Atlanta 1996 | Hong Kong · Lee Lai Shan    | Nueva Zelanda · Barbara Kendall    | Italia · Alessandra Sensini     |
| Sídney 2000  | Italia · Alessandra Sensini | Alemania · Amelie Lux              | Nueva Zelanda · Barbara Kendall |
| Atenas 2004  | Francia · Faustine Merret   | República Popular China · Yin Jian | Italia · Alessandra Sensini     |